# Скользкий склон
Ско́льзкий склон (англ. The Slippery Slope) — новелла Дэниела Хэндлера, десятая из тринадцати книг серии «33 несчастья». В ней рассказывается история трех детей, Вайолет, Клауса и Солнышко Бодлеров, которые осиротели после пожара и попали жить к своему дальнему родственнику Графу Олафу.

## Сюжет
Книга начинается с того, что четырнадцатилетней Вайолет, старшей из трех сирот Бодлеров, надо придумать как остановить катящийся в пропасть фургон Уродов. При этом, всё что у неё есть, это: чёрная меласса, ликёр мараскин, кленовый сироп, арахисовое масло и ряд других продуктов… Решив эту проблему, Вайолет и Клаусу надо будет решать другую — как освободить их младшую сестру Солнышко, которую захватили Граф Олаф, его подруга Эсме и их жуткие помощники. Естественно, на этом их несчастья не закончатся — им ещё предстоит выжить среди коварных заснеженных гор имея только укулеле и хлебный нож, когда им будут противостоять «злые и организованные» снежные комары.
Как обычно в книгах Сникета, герои получат массу подсказок, которые помогут им ещё больше приблизиться к цели. Язык повествования живой, много игры слов и неожиданных поворотов сюжета.